# دفنه جوی فاستر
دفنه جوی فاستر (انگلیسی: Defne Joy Foster; ۲ سپتامبر ۱۹۷۵ – ۲ فوریهٔ ۲۰۱۱) بازیگر، مجری اهل ترکیه بود. وی بین سال‌های ۱۹۹۶ تا ۲۰۱۱ میلادی فعالیت می‌کرد.